# Pont de Malo-Kalinkin
El pont de Malo-Kalinkin (en rus Мало-Калинкин мост, Malo-Kalinkin most) és un pont de Sant Petersburg, que connecta les illes de Kolomna i Pokrovski sobre el canal de Griboiédov. Va ser construït el 1783 per l'enginyer I.N. Borísov, simultàniament amb la construcció dels dics de granit del canal.